# Finale Emilia
Finale Emilia é uma comuna italiana da região da Emília-Romanha, província de Modena, com cerca de 15.117 habitantes. Estende-se por uma área de 104 km², tendo uma densidade populacional de 145 hab/km². Faz fronteira com Bondeno (FE), Camposanto, Cento (FE), Crevalcore (BO), Mirandola, San Felice sul Panaro.

## Demografia
| Variação demográfica do município entre 1861 e 2011                               |
|                                                                                   |
| Fonte: Istituto Nazionale di Statistica (ISTAT) - Elaboração gráfica da Wikipedia |